# كاتبي (قصيدة تركية)
قصيدة كاتبي أو أثناء الذهاب إلى أُسكُدار باللغة التركية (Kâtibim) أو (Üsküdar'a Gider İken)موال عثماني مشهور في إسطنبول.
هذه القصيدة تحكي قصة تنزه كاتب وامرأة في أسكدار في القرن التاسع عشر. وهذه القصيدة مشهورة في مختلف مناطق البلقان والعالم. وقد ترجمت إلى لغات عديدة.
لنفس اللحن التركي هنالك أغنية من التراث الشامي والعربي باسم «يا بنات اسكندريّة» أو «يا بنات اسكندريّة عشقكم حرام».

## ترجمة القصيدة
| بالتُركيَّة | الترجمة العربيَّة |
| --- | --- |
| Üsküdar'a gider iken aldı da bir yağmur. Kâtibimin setresi uzun, eteği çamur. Kâtip uykudan uyanmış, gözleri mahmur. Kâtip benim, ben kâtibin, el ne karışır? Kâtibime kolalı da gömlek ne güzel yaraşır! Üsküdar'a gider iken bir mendil buldum. Mendilimin içine (de) lokum doldurdum. Kâtibimi arar iken yanımda buldum. Kâtip benim, ben kâtibin, el ne karışır? Kâtibime kolalı da gömlek ne güzel yaraşır! | هطل المطر أثناء الذهاب إلى أُسكُدار وتلطخت أكمام سترة كاتبي الطويلة بالطين استيقظ الكاتب من النوم وعينه مخموره الكاتب لي وأنا له فما شأن الآخرين؟ كم هو لائق القميص المنشى على كاتبي! وجدت منديلا أثناء الذهاب لأسكدار ملئت منديلي بالملبن وجدت كاتبي بجواري وأنا أبحث عنه الكاتب لي وأنا له فما شأن الآخرين؟ كم هو لائق القميص المنشى على كاتبي! |

## أصلها وحكايتها
تقول بعض المصادر أنها موال حربي اسكتلندي الأصل ظهر أثناء حرب القرم في عصر عبد المجيد الأول. وفي عصر السلطان عبد المجيد ارتدى الموظفون السترة والبنطال. وتقول بعض الادعاءات أن الشعب المتهجم على هذه الثياب قالها للتهكم على الموظفين الذين يرتدونه. وفي بعض المصادر الأخرى أنها موال من ثقافة أسكدار للفتيات المغرمين بالكاتب عزيز بك والذين كانوا يهرعون إلى النوافذ المسورة لرؤيته في القرن التاسع عشر.
هناك ادعاءات تقول بأن أصل اللحن موسيقى صربية أو يونانية أو بلغارية. وقد صور فيلم وثائقي باسم (هذه الأغنية لمن) في عام 2003 لمعرفة أصل القصيدة من قبل مدير الإنتاج البلغاري أدلا بيفا.